# Simulium humerosum
Simulium humerosum är en tvåvingeart som beskrevs av Rubtsov 1947. Simulium humerosum ingår i släktet Simulium och familjen knott. Inga underarter finns listade i Catalogue of Life.